# Resolució 81 del Consell de Seguretat de les Nacions Unides
La Resolució 81 del Consell de Seguretat de les Nacions Unides, aprovada el 24 de març de 1950, tenint una comunicació del Secretari General de les Nacions Unides, el Consell va prendre nota de la Resolució 268 de l'Assemblea General de les Nacions Unides i va decidir basar-se en els principis que hi figuren en ell, produint-se una ocasió adequada.
La resolució es va aprovar amb 10 vots; la Unió Soviètica estava absent quan es va produir la votació.